# 诺基亚1110
诺基亚1110和诺基亚1110i是由诺基亚推出的低端GSM移动电话。诺基亚1110发布于2005年，而1110i发布于2006年。它们的目标用户是第一次使用手机的人。 诺基亚认为，1110和1110i的优点是易用、可靠和低价。 这两款手机与诺基亚1100非常类似。自2007年1月起，诺基亚将其作为主要的低端单色手机销售，直至被诺基亚1200取代。
诺基亚1110是有史以来最畅销的移动电话，其在全球范围内销售了大约2.5亿部。

## 功能
诺基亚1110有拥有一块反色显示的黑白显示屏，屏幕还有琥珀色的背光，1110i的显示屏是不反色显示的正常显示屏。
诺基亚1110内置的电池可供5小时通话，待机时间也能长达10至15天。
诺基亚1110拥有呼叫拦截和发送彩信的功能。此外，它拥有语音报时的闹钟和时钟，还能显示数字/指针时钟、通话时间和次数。
诺基亚1110有三个内置的游戏——贪食蛇、Dice和Rapid roll。